# Francisco de Santa Maria
Francisco de Santa Maria (1532/1538 – Coimbra, 13 de fevereiro de 1597) foi um religioso e compositor português do período do Renascimento, possivelmente de origem espanhola.

## Biografia

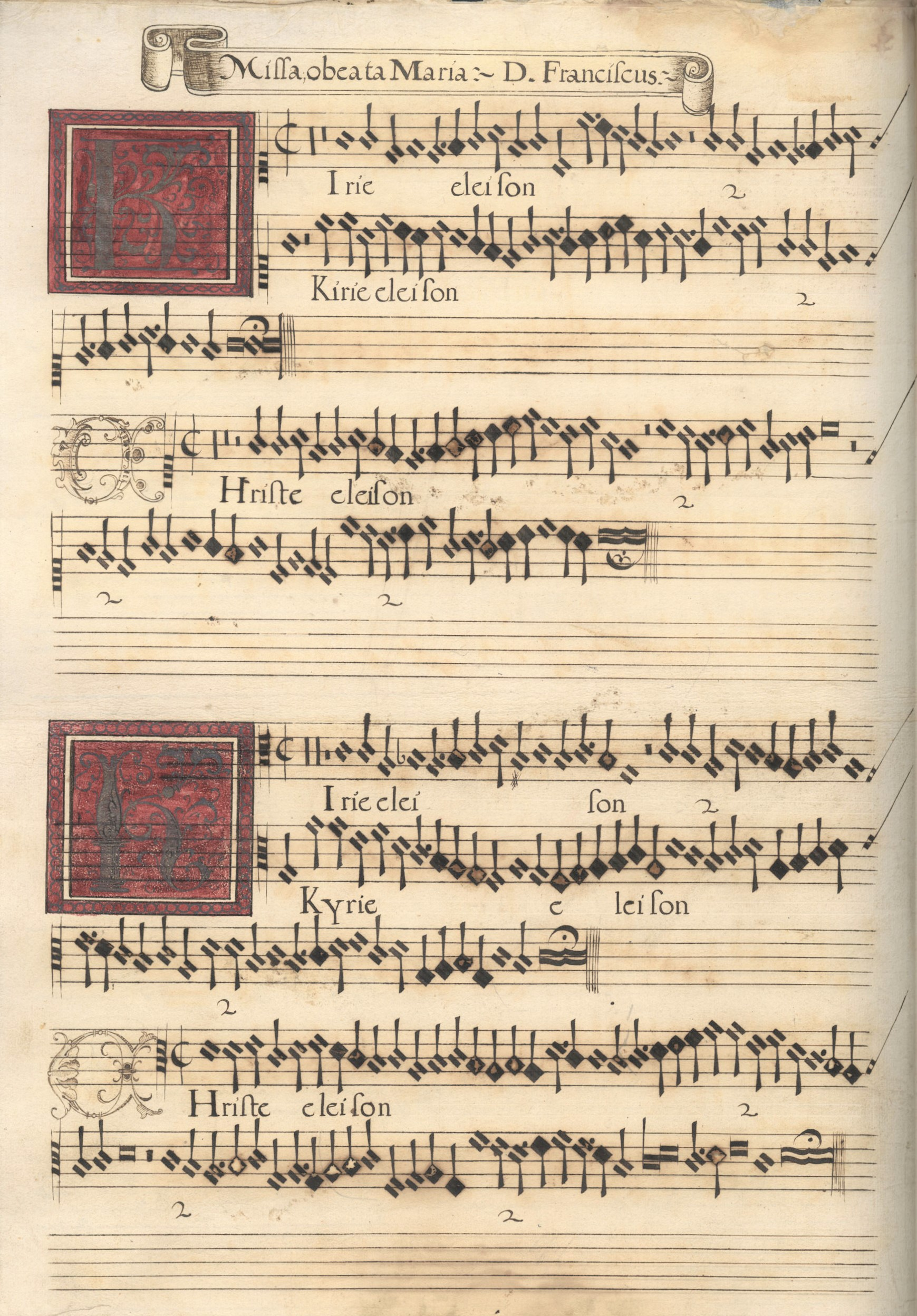
Kyrie da Missa O Beata Maria.

Francisco de Santa Maria nasceu por volta de 1532 ou 1538, possivelmente em Espanha como a sua alcunha Francisco Castelhano parece implicar, ou em Portugal como garante Joaquim de Vasconcelos. É possível que seja a mesma pessoa que Francisco Mouro, discípulo de Diego Buxel na Catedral de Cidade Rodrigo.
Na fase mais precoce da sua carreira é possível que tenha escrito música para os coros de uma peça jesuítica representada em Coimbra no ano de 1559 chamada "Tragédia de Achabus". Apenas uma das vozes foi preservada.
Tornou-se primeiro sacerdote e foi mestre de capela do bispo de Coimbra D. João Soares (1545–1572). A 17 de março de 1562 professou na Ordem dos Cónegos Regrantes de Santo Agostinho baseado no Mosteiro de Santa Cruz de Coimbra onde foi mestre de capela. Foi um dos mais importantes compositores desse mosteiro e muito estimado pelos seus contemporâneos. O próprio rei Filipe II de Espanha (I de Portugal) era um dos apreciadores do seu trabalho.
Morreu em 13 de fevereiro de 1597 sendo sepultado numa das paredes da igreja do Mosteiro de Santa Cruz.

## Obras
Os seus trabalhos são preservados na Biblioteca Geral da Universidade de Coimbra:
- "Alelluia" a 4vv[5]
- "Benedicamus Domino" a 4vv[5]
- "Benedicamus Domino" a 4vv[5]
- "Cum invocarem" a 4vv[5]
- "Ex hoc nunc" a 4vv[5]
- "Exsultemus et laetemur" a 4vv[5]
- "In manus tuas" a 2vv[5]
- "Jesu Redemptor" a 4vv[5]
- "Memento Domine David" a 4vv[5]
- "Missa O beata Maria" a 4vv[5]
- "Requiem aeternam" a 4vv (atribuída a Francisco Mouro)[6]
- Coros da "Tragédia de Achabus" (atribuída, só 1 voz sobrevive)[4]